# Acropora irregularis
Acropora irregularis là một loài san hô trong họ Acroporidae. Loài này được Brook mô tả khoa học năm 1892.